# Palos-fok
A Földközi-tengerbe nyúló Palos-fok (spanyolul: Cabo de Palos) a spanyolországi Murcia legkeletibb pontja.

## Története
A fok neve nem a spanyol palo („karó, cövek, rúd, pózna”) szóból, hanem a latin palus („kisebb tó”) szóból származik. Idősebb Plinius és Avienus szerint a foknál egy föníciai Baal Hammon-, később Saturnus-templom állott. A 16. században, II. Fülöp idején a berber kalózok elleni védekezésül egy őrtorony létesült itt, de ezt később lebontották, és köveiből építették fel 1862-től a ma is látható világítótornyot, amely 1865. január 31-én kezdte meg működését.
1938. március 5-én és 6-án a Palos-foknál zajlott le a spanyol polgárháború egyik tengeri csatája, a palos-foki csata. A mintegy 700 áldozattal járó összeütközés a köztársaságpártiak győzelmével végződött.

## Leírás
A fok Spanyolország és azon belül Murcia délkeleti részén, a Mar Menort keletről határoló La Manga del Mar Menor déli végénél található. Az a kis félsziget, ami itt a Földközi-tengerbe nyúlik, szinte teljes egészében be van építve: a közigazgatásilag Cartagena községhez tartozó, a fokról elnevezett Cabo de Palos település utcái és házai fekszenek rajta. A legkeletibb pont közelében egy világítótorony is áll, amelynek legmagasabb pontja 81 méterrel található a tenger szintje felett. A félsziget partvidékét apró, de külön névvel rendelkező öblöcskék tagolják: a Tunez, a Fría, a Roja, a Reona, a La Galera, a Las Escalerillas, a Botella, a Las Melvas, az Avellan, a Medina és a Flores.
A környék partmenti vizei gazdag és változatos élőviláguknak köszönhetően a Palos-fok és Hormigas-szigetek Tengeri Rezervátum részét képezik. A búvárok kedvelt célpontjai, a Hormigas-szigetek (a Hormigas név jelentése: „hangyák”) a foktól néhány kilométerre északkeletre találhatók.

## Képek

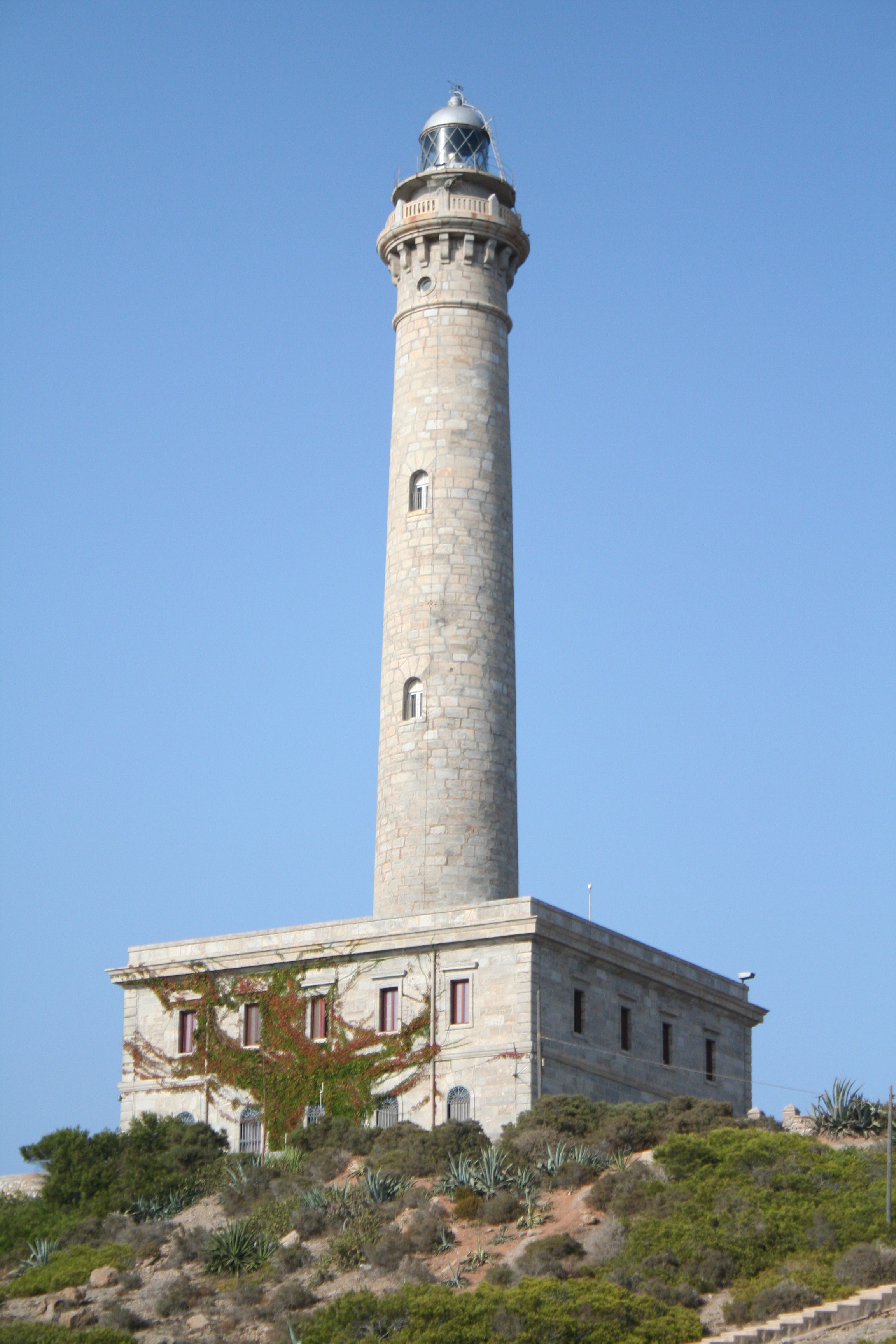
A világítótorony
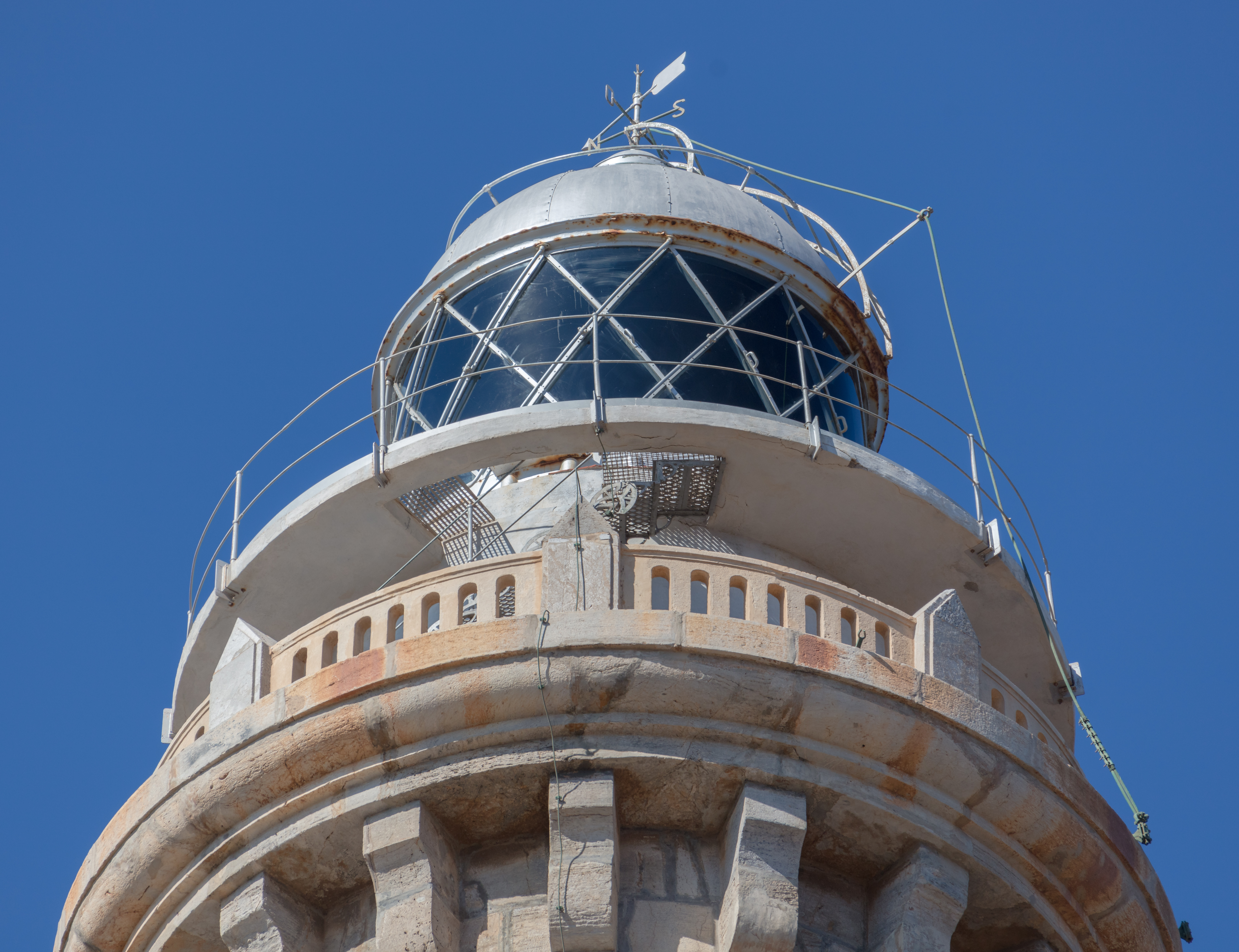
Részlet a világítótoronyból
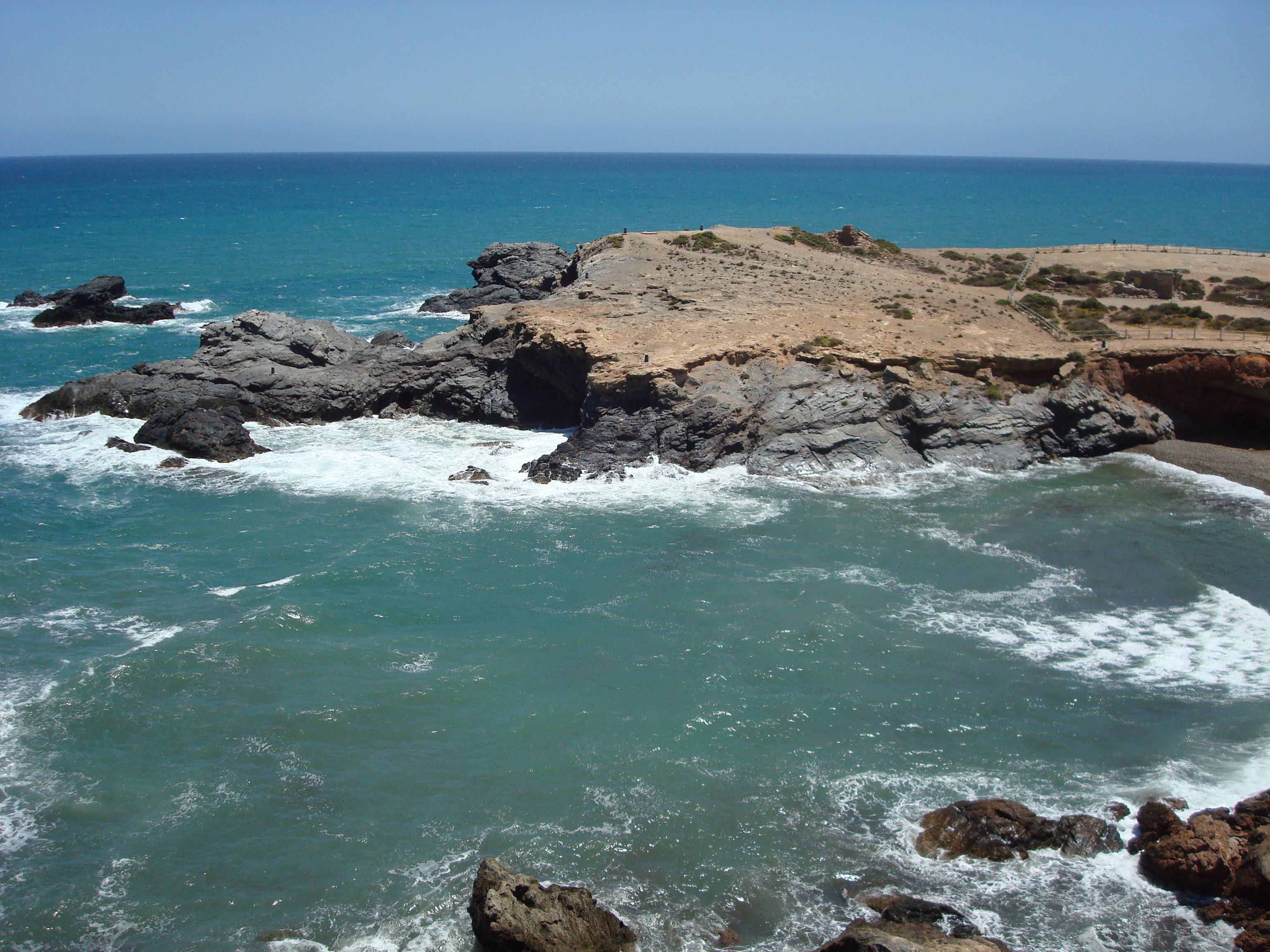
Partok a Palos-foknál
Panorámakép